# Andorre aux Jeux olympiques d'été de 1996
L'Andorre participe aux Jeux olympiques d'été de 1996 à Atlanta aux États-Unis du 19 juillet au 4 août 1996. Il s'agit  de sa 6e participation aux jeux d'été.
L'Andorre fait partie des pays qui ne remportent pas de médaille au cours de ces Jeux olympiques.
Sa délégation est composée de 8 sportifs répartis en 5 sports et son porte-drapeau est Aitor Osorio. Au terme des Olympiades, la nation n'est pas à proprement classée puisqu'elle ne remporte aucune médaille.

## Liste des médaillés andorrans
Aucun athlète andorran ne remporte de médaille durant ces JO.

## Engagés andorrans par sport

### Athlétisme
- Toni Bernado

### Judo
- Antoni Molne

### Natation
- Aitor Osorio
- Meritxell Sabate

### Tir
- Gerard Barcia

### Voile
- Fiona Morrison
- David Ramón
- Oscar Ramón